# Fungia costulata
Espèce
Synonymes
- Cycloseris costulata (Ortmann, 1889)

Statut CITES
Fungia costulata est une espèce de coraux appartenant à la famille des Fungiidae.